# غيوساغو (بافيا)
غيوساغو (بالإيطالية: Giussago)‏ هي بلدة تقع في مقاطعة بافيا بإقليم لومبارديا في شمال إيطاليا. تبلغ مساحة هذه المدينة 24.8 (كم²)، وترتفع عن سطح البحر م، بلغ عدد سكانها 4053 نسمة في عام 2004 حسب إحصاء المعهد الوطني للإحصاء.

## السكان
في سنة 1861 بلغ عدد السكان 3٬361 نسمة، وتطور العدد ليصل في سنة 2011 لـ 5٬049 نسمة.
يظهر هذا المخطط البياني تطور النمو السكاني لـ غيوساغو (بافيا)

## وصلات خارجية
- الموقع الرسمي